# 圣尼各老圣殿 (巴里)

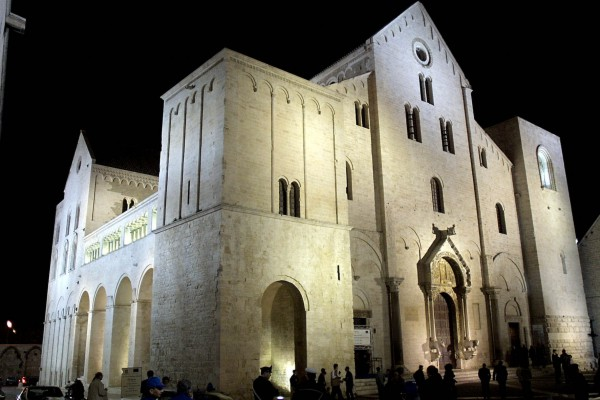
圣尼各老圣殿

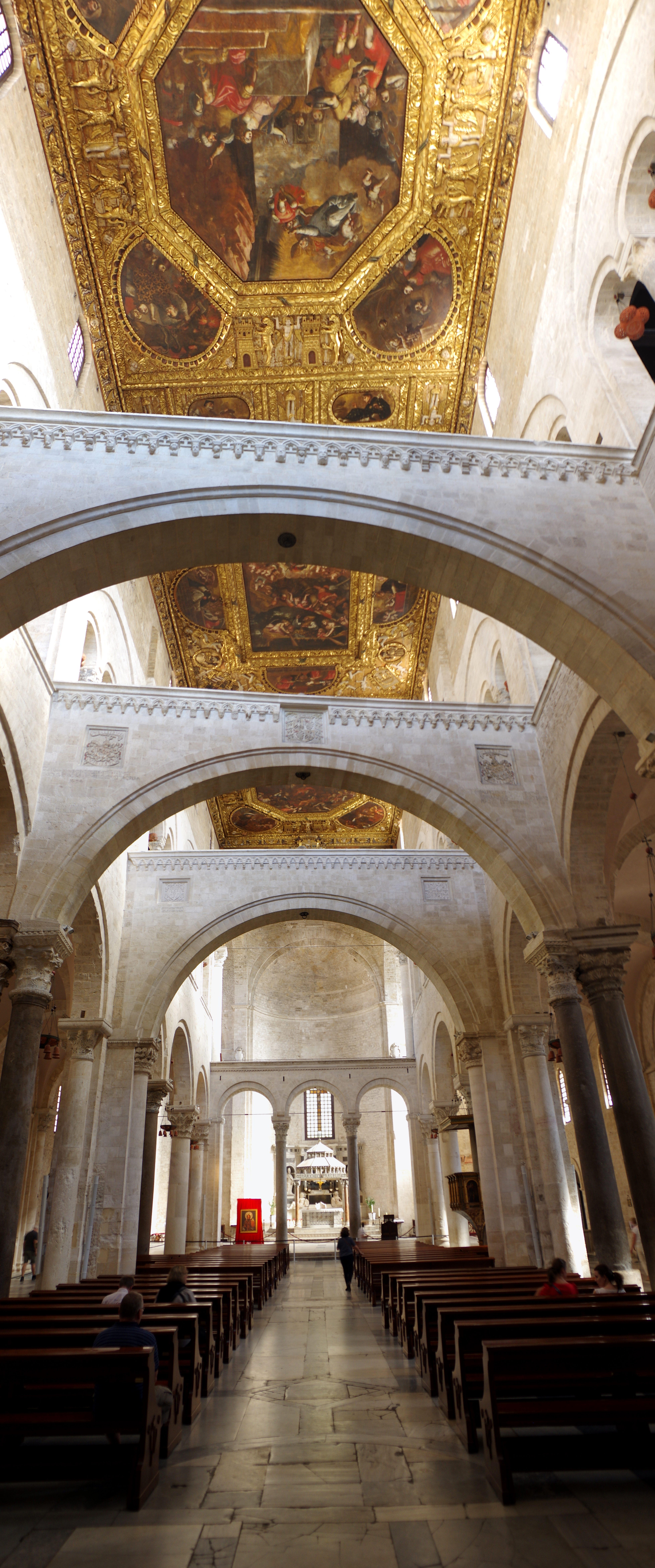
内部

圣尼各老圣殿（Basilica di San Nicola）是一座天主教的宗座圣殿，供奉圣尼各老，位于意大利南部城市巴里，它是天主教和东正教共同的朝圣地。

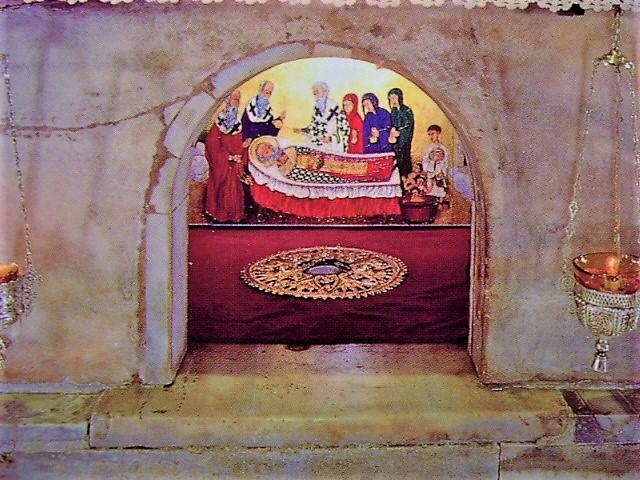
圣尼古拉墓

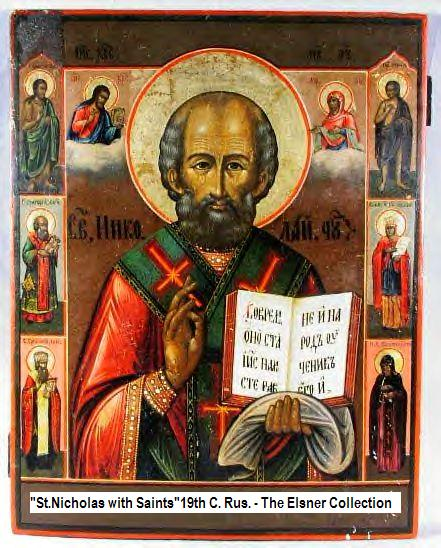
俄国圣像

该堂兴建于1087年到1197年。
12月6日是圣尼各老庆日。